# Olympische Sommerspiele 2020/Kanu – Vierer-Kajak 500 m (Männer)
Das Kanu-Rennen der Männer mit dem Vierer-Kajak über 500 m bei Olympischen Spielen 2020 wurde vom 6. bis 7. August 2021 auf dem Sea Forest Waterway ausgetragen. Es war die erste Austragung der Bootsklasse über diese Distanz bei Olympischen Spielen. Zuvor wurden die Rennen im Vierer-Kajak über eine Distanz von 1000 m ausgetragen.

## Titelträger
| Olympiasieger | nicht ausgetragen                                   | Rio de Janeiro 2016 |
| Weltmeister   | T. Liebscher / R. Rauhe / M. Rendschmidt / M. Lemke | Szeged 2019         |

## Ergebnisse

### Vorlauf

#### Lauf 1
| Platz | Kanute                                                                 | Nation      | Zeit         | Bemerkung     |
| ----- | ---------------------------------------------------------------------- | ----------- | ------------ | ------------- |
| 1     | Max Rendschmidt Ronald Rauhe Tom Liebscher Max Lemke                   | Deutschland | 1:21,890 min | Halbfinale    |
| 2     | Lachlan Tame Riley Fitzsimmons Murray Stewart Jordan Wood              | Australien  | 1:22,662 min | Halbfinale    |
| 3     | Uladsislau Litwinau Dsmitryj Natyntschyk Ilja Fedarenka Mikita Borykau | Belarus     | 1:22,896 min | Viertelfinale |
| 4     | Yang Xiaoxu Wang Congkang Zhang Dong Bu Tingkai                        | China       | 1:24,264 min | Viertelfinale |
| 5     | Emanuel Silva João Ribeiro Messias Baptista David Varela               | Portugal    | 1:25,515 min | Viertelfinale |
| 6     | Keiji Mizumoto Momotarō Matsushita Yusuke Miyata Hiroki Fujishima      | Japan       | 1:32,295 min | Viertelfinale |

#### Lauf 2
| Platz | Kanute                                                                 | Nation   | Zeit         | Bemerkung     |
| ----- | ---------------------------------------------------------------------- | -------- | ------------ | ------------- |
| 1     | Saúl Craviotto Marcus Walz Carlos Arévalo Rodrigo Germade              | Spanien  | 1:21,658 min | Halbfinale    |
| 2     | Samuel Baláž Denis Myšák Erik Vlček Adam Botek                         | Slowakei | 1:21,807 min | Halbfinale    |
| 3     | Nicholas Matveev Mark de Jonge Pierre-Luc Poulin Simon McTavish        | Kanada   | 1:26,824 min | Viertelfinale |
| 4     | Artjom Kusachmetow Alexander Sergejew Roman Anoschkin Maxim Spessiwzew | ROC      | 1:30,763 min | Viertelfinale |
| 5     | Bence Nádas Kornél Béke Kolos Csizmadia Sándor Tótka                   | Ungarn   | 1:34,274 min | Viertelfinale |

### Viertelfinale
| Platz | Kanute                                                                 | Nation   | Zeit         | Bemerkung  |
| ----- | ---------------------------------------------------------------------- | -------- | ------------ | ---------- |
| 1     | Bence Nádas Kornél Béke Kolos Csizmadia Sándor Tótka                   | Ungarn   | 1:23,727 min | Halbfinale |
| 2     | Uladsislau Litwinau Dsmitryj Natyntschyk Ilja Fedarenka Mikita Borykau | Belarus  | 1:23,848 min | Halbfinale |
| 3     | Yang Xiaoxu Wang Congkang Zhang Dong Bu Tingkai                        | China    | 1:24,036 min | Halbfinale |
| 4     | Emanuel Silva João Ribeiro Messias Baptista David Varela               | Portugal | 1:24,325 min | Halbfinale |
| 5     | Nicholas Matveev Mark de Jonge Pierre-Luc Poulin Simon McTavish        | Kanada   | 1:24,979 min | Halbfinale |
| 6     | Artjom Kusachmetow Alexander Sergejew Roman Anoschkin Maxim Spessiwzew | ROC      | 1:25,564 min | Halbfinale |
| 7     | Keiji Mizumoto Momotarō Matsushita Yusuke Miyata Hiroki Fujishima      | Japan    | 1:28,211 min |            |

### Halbfinale

#### Lauf 1
| Platz | Kanute                                                                 | Nation      | Zeit         | Bemerkung |
| ----- | ---------------------------------------------------------------------- | ----------- | ------------ | --------- |
| 1     | Max Rendschmidt Ronald Rauhe Tom Liebscher Max Lemke                   | Deutschland | 1:23,049 min | Finale    |
| 2     | Samuel Baláž Denis Myšák Erik Vlček Adam Botek                         | Slowakei    | 1:23,799 min | Finale    |
| 3     | Uladsislau Litwinau Dsmitryj Natyntschyk Ilja Fedarenka Mikita Borykau | Belarus     | 1:24,206 min | Finale    |
| 4     | Artjom Kusachmetow Alexander Sergejew Roman Anoschkin Maxim Spessiwzew | ROC         | 1:24,340 min | Finale    |
| 5     | Yang Xiaoxu Wang Congkang Zhang Dong Bu Tingkai                        | China       | 1:24,653 min |           |

#### Lauf 2
| Platz | Kanute                                                          | Nation     | Zeit         | Bemerkung |
| ----- | --------------------------------------------------------------- | ---------- | ------------ | --------- |
| 1     | Saúl Craviotto Marcus Walz Carlos Arévalo Rodrigo Germade       | Spanien    | 1:24,355 min | Finale    |
| 2     | Lachlan Tame Riley Fitzsimmons Murray Stewart Jordan Wood       | Australien | 1:24,868 min | Finale    |
| 3     | Bence Nádas Kornél Béke Kolos Csizmadia Sándor Tótka            | Ungarn     | 1:24,918 min | Finale    |
| 4     | Emanuel Silva João Ribeiro Messias Baptista David Varela        | Portugal   | 1:25,268 min | Finale    |
| 5     | Nicholas Matveev Mark de Jonge Pierre-Luc Poulin Simon McTavish | Kanada     | 1:25,581 min |           |

### Finale
| Platz | Kanute                                                                 | Nation      | Zeit         | Bemerkung |
| ----- | ---------------------------------------------------------------------- | ----------- | ------------ | --------- |
| 1     | Max Rendschmidt Ronald Rauhe Tom Liebscher Max Lemke                   | Deutschland | 1:22,219 min |           |
| 2     | Saúl Craviotto Marcus Walz Carlos Arévalo Rodrigo Germade              | Spanien     | 1:22,445 min |           |
| 3     | Samuel Baláž Denis Myšák Erik Vlček Adam Botek                         | Slowakei    | 1:23,534 min |           |
| 4     | Artjom Kusachmetow Alexander Sergejew Roman Anoschkin Maxim Spessiwzew | ROC         | 1:23,654 min |           |
| 5     | Uladsislau Litwinau Dsmitryj Natyntschyk Ilja Fedarenka Mikita Borykau | Belarus     | 1:24,510 min |           |
| 6     | Lachlan Tame Riley Fitzsimmons Murray Stewart Jordan Wood              | Australien  | 1:25,025 min |           |
| 7     | Bence Nádas Kornél Béke Kolos Csizmadia Sándor Tótka                   | Ungarn      | 1:25,068 min |           |
| 8     | Emanuel Silva João Ribeiro Messias Baptista David Varela               | Portugal    | 1:25,324 min |           |